# Serra Carapé

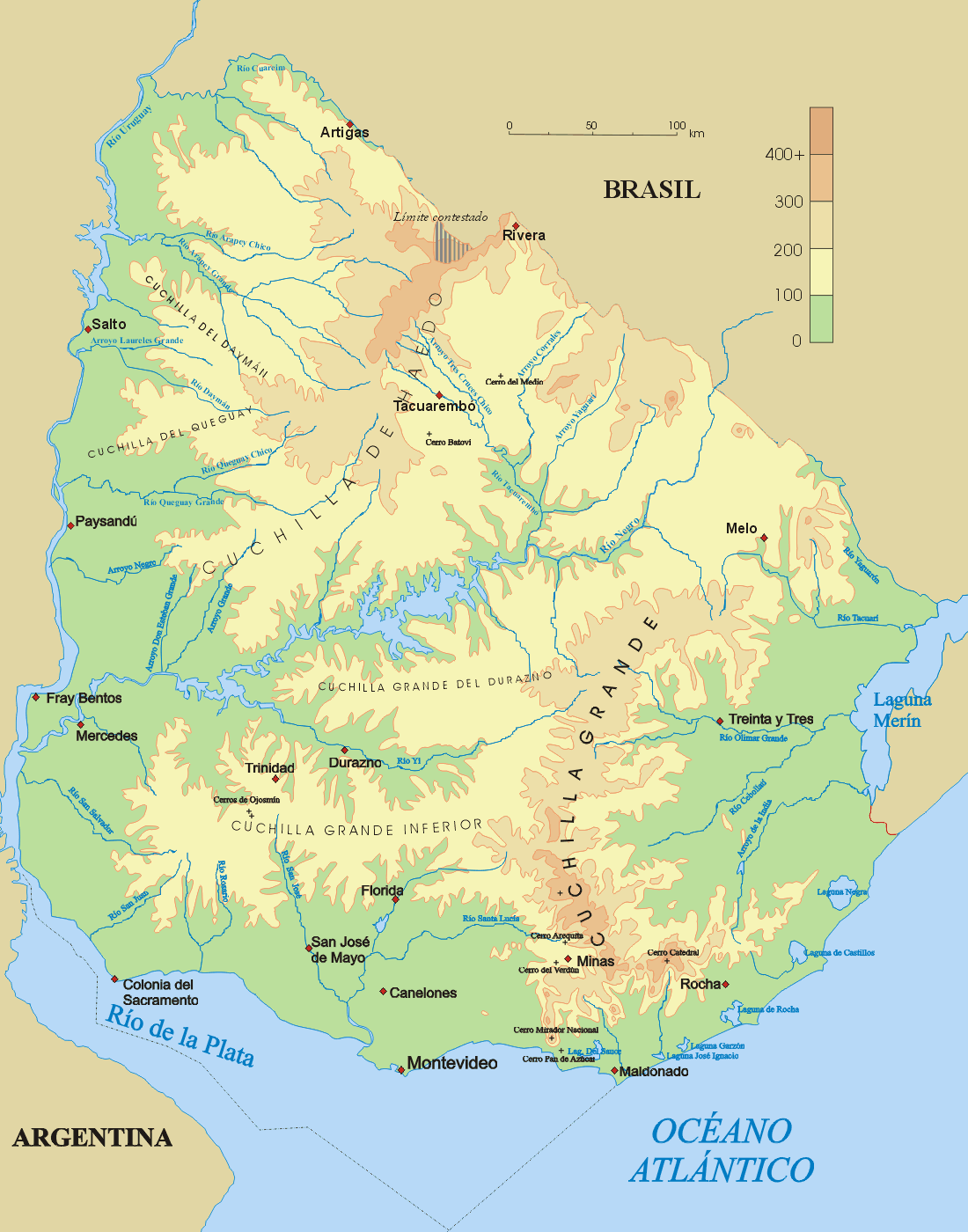
Mapa topográfico do Uruguai

Serra Carapé ou Serra de Carapé (espanhol:Sierra Carapé ou Sierra de Carapé) é uma cordilheira situada no Departamento de Maldonado, sul do Uruguai. Esta cordilheira cruza o Departamento de Maldonado de oeste para leste e entra no Departamento de Rocha. Ela constitui a fonteira entre os departamentos de Lavalleja e Maldonado e é um dos ramais da Cordilheira Grande.
Esta cordillera possui o ponto mais alto do Uruguai, o Cerro Catedral, com 513.66 metros de altitude.

## Galeria

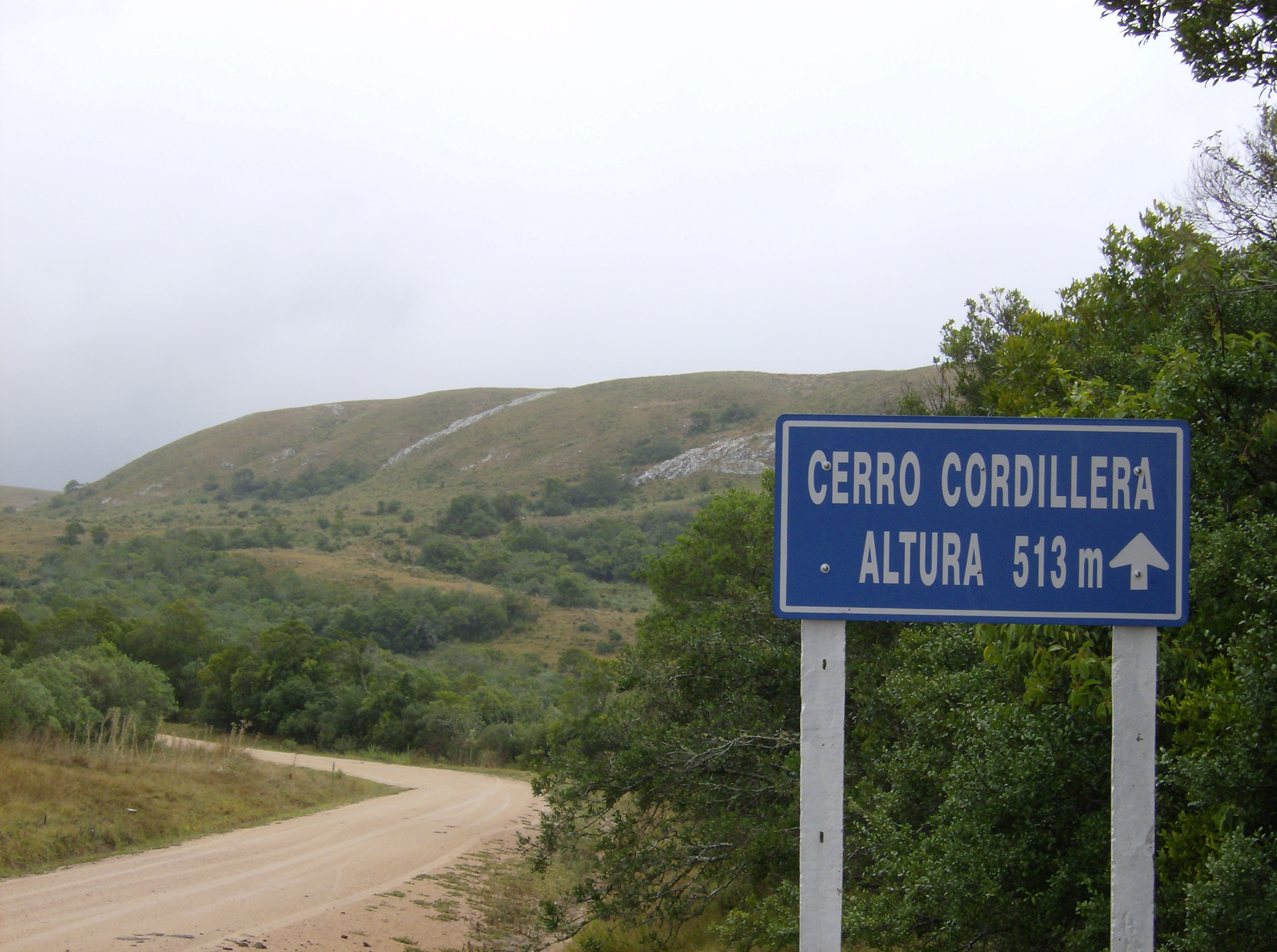
Local próximo ao Cerro Catedral (ou Cerro Cordillera), o ponto mais alto do Uruguai.
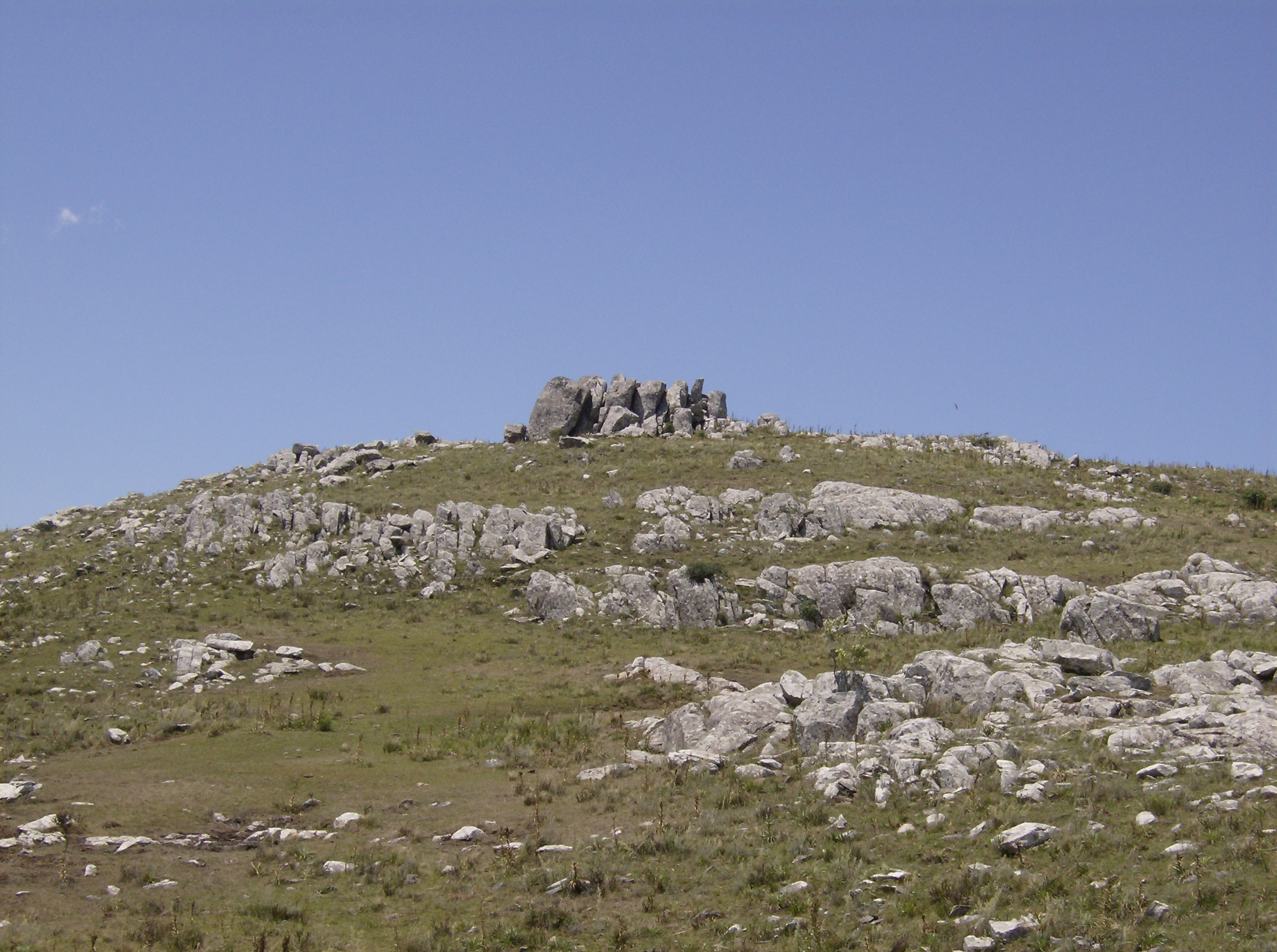
O cume do Cerro Catedral.
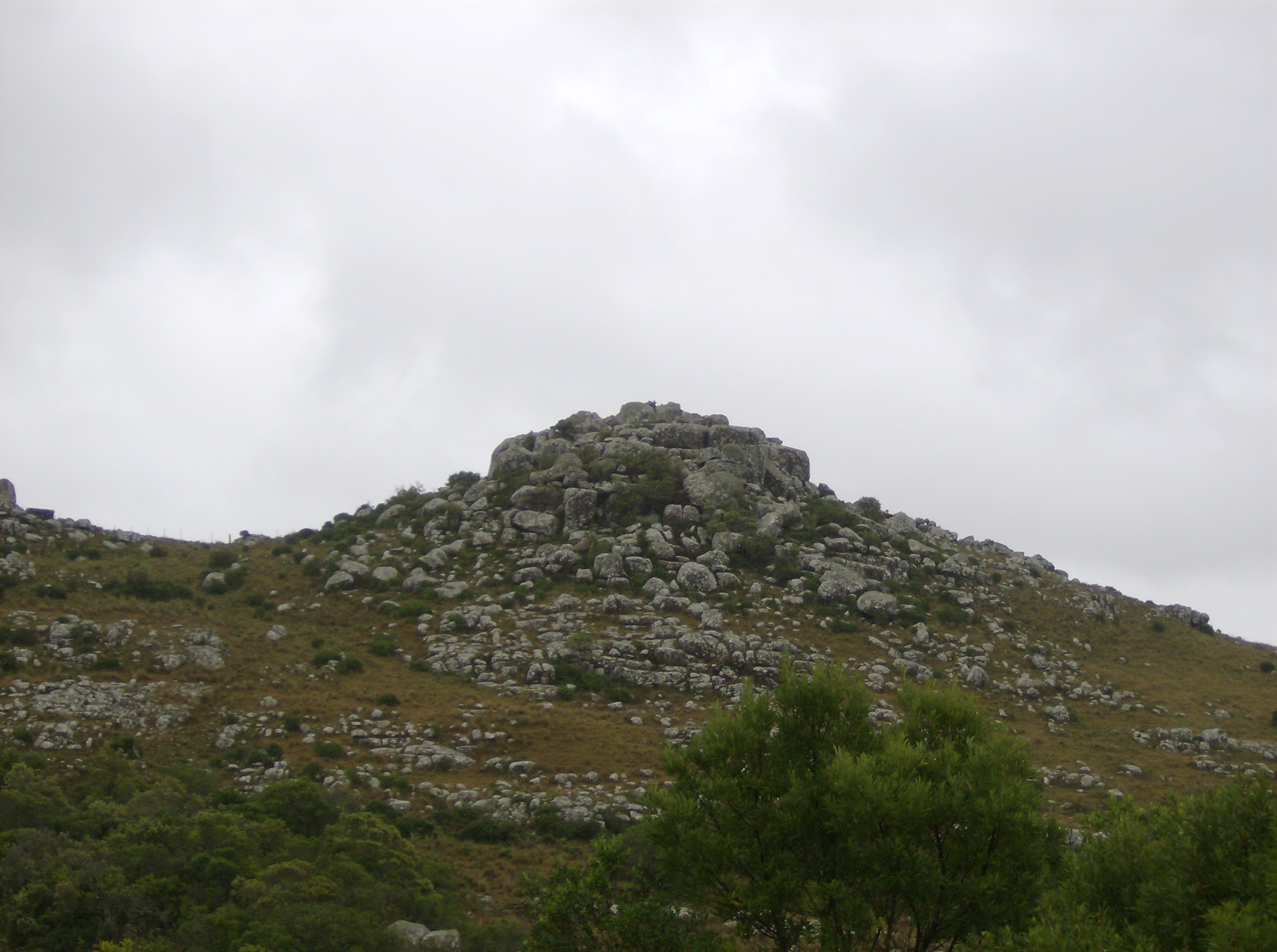
Um cume rochoso da Serra Carapé.